# Luigi Tonani
Luigi Tonani (Fombio, 17 febbraio 1939 – Montecatini Terme, 8 febbraio 2015) è stato un calciatore italiano, di ruolo libero.

## Carriera
Ha disputato undici campionati di Serie B, precisamente sei con il Catanzaro e cinque con l'Arezzo, per complessive 394 presenze e 3 reti. In ciascuna stagione fra i cadetti, con esclusione dell'ultima (1973-1974), ha sempre disputato almeno 35 incontri di campionato.
Con i giallorossi calabresi ha disputato inoltre la finale di Coppa Italia 1965-1966, persa ai tempi supplementari contro la Fiorentina.